# Darlington
Darlington er en by i Darlington-distriktet, Durham, England, med et indbyggertal (pr. 2015) på 92.201. Distriktet har et befolkningstal på 105.389 (pr. 2015). Byen ligger 349 km fra London.